# David Pawson

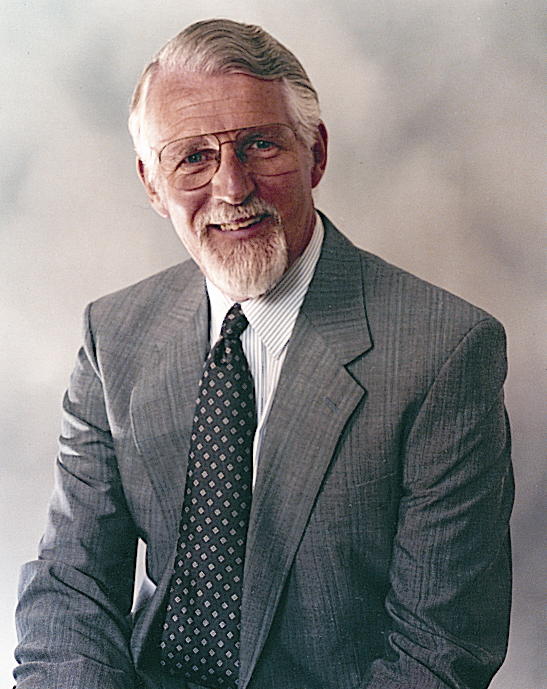
David Pawson

John David Pawson (* 25. Februar 1930; † 21. Mai 2020) war ein christlicher Pastor, Bibellehrer, Apologet, Theologe und Schriftsteller britischer Herkunft.

## Werdegang
Pawson erlangte einen ersten Abschluss in Landwirtschaft an der Durham University. Nach einer Berufung beschloss er darüber hinaus Theologie zu studieren und absolvierte sein Theologiestudium mit einem Bachelor- und einem Master-Abschluss an der Cambridge University, im Wesley House, welches der University of Cambridge angegliedert ist. Später arbeitete er drei Jahre lang als Militärseelsorger bei der Royal Air Force bis 1959. War er zunächst Geistlicher in einer methodistischen Kirche, wechselte er kurz nach Ausscheiden aus dem Militär in eine baptistische Gemeinschaft. So trat er 1968 der Guildford Baptist Church („Millmead“) bei und führte diese bis 1981. Weiterhin leiteten er und Jim Graham in den 70er und 80er Jahren die Gold Hill Baptist Church in Buckinghamshire. Sein Wechsel vom Methodismus zum Baptismus stand im Zusammenhang mit der sich ab den 60er Jahren ausbreitenden charismatischen Bewegung. In dieser galt Pawson seinerzeit als eine der führenden Figuren um London. Nach seinem Weggang aus „Millmead“ wirkte er auf Vortragsreisen weltweit als Bibellehrer.
Unter dem Titel Not as Bad as the Truth: Memoirs of an Unorthodox Evangelical veröffentlichte Pawson im Jahr 2006 eine Autobiographie.
Er starb mit 90 Jahren, nachdem er in den vorangegangenen Jahren sowohl an Krebs als auch einer milden Form von Parkinson erkrankt war.

## Positionen
Pawson befasste sich häufig mit kontroversen Themen wie dem Weg zur Hölle oder zur Erlösung, Israel und dem Islam oder auch der biblischen Auffassung von einer männlichen Leitung der Gemeinde. Daneben behandelte er auch das Problem des Leidens der Menschen in der Welt angesichts eines allmächtigen und allgütigen Gottes. Auf einer Reise durch Australien 1985 äußerte er sich kritisch über den Zustand des christlichen Glaubens in Australien. Auch zeigte er sich besorgt über das Verhalten Israels auf der West Bank und im Libanon, aber ebenfalls über eine übersteigerte Furcht vor einer nuklearen Bewaffnung. Trotz entsprechender Aussagen galt er als christlicher Zionist, lehnte aber den Dispensationalismus ab, der in dieser Bewegung verbreitet ist, was auch durch seine Mitgliedschaft in der ICEJ deutlich wird. Seine Zugehörigkeit zum christlichen Zionismus führte ihn zu seiner Überzeugung, dass der Wohlstand und das Wohlergehen eines Landes auch von seiner Einstellung und seinem Verhalten gegenüber Israel abhängt. Solche Aussagen können in die Prosperity Theology eingeordnet werden, da jene „nicht nur persönlichen Wohlstand und Gesundheit, sondern auch nationale Heilung und Segnung“ betrachet.
Nach Pawson besteht die christliche Initiation aus vier Elementen: der Reue gegenüber Gott, dem Glauben an Jesus Christus, der Taufe von Erwachsenen im Wasser sowie dem Empfang des Heiligen Geistes, folglich einer getrennten Wasser- und Geist-Taufe. Diese teils baptistische, teils charismatische Auffassung wurde u. a. auch von George Beasley-Murray kritisiert, da Pawson die Taufpraxis der frühen Christen, wie er diese in der Apostelgeschichte dargestellt sah, immer noch für vorbildlich und verbindlich gehalten hat.

## Schriften (Auswahl)
Zeit seines Lebens veröffentlichte Pawson 81 Bücher und über 300 Vortragsvideos zu christlichen Themen. Größere Bekanntheit erlangte er für seine Buch-/Videoreihe Unlocking the Bible (im Dt. Schlüssel zum [...]).
- Truth to tell. Hodder & Stoughton Ltd 1977, ISBN 978-0-340-21291-2.
- Leadership is male. What does the Bible say?. Anchor Recordings, Kennington, Ashford 1988, ISBN 978-1-909886-67-4.
- The normal Christian birth. Hodder & Stoughton, London 1989, ISBN 978-0340489727.
- The road to hell. Everlasting torment or annihilation?. Anchor Recordings Ltd 1992, ISBN 978-1-909886-59-9.
- Is the blessing Biblical? Thinking through the Toronto phenomenon. Hodder & Stoughton, London 1995, ISBN 978-0-340-66147-5.
- Once saved always saved. A study in perseverance and inheritance. Hodder & Stoughton, London 1996, ISBN 978-0-340610-66-4.
- mit Andy Peck: Unlocking the Bible. WilliamCollins, London 2003, ISBN 978-0-007166-66-4.
- The challenge of Islam to Christians. Hodder & Stoughton, London 2003, ISBN 0-340-86189-4.
- Not as bad as the truth. Memoirs of an unorthodox evangelical. Hodder & Stoughton, London 2006, ISBN 978-0-340864-27-2.
- Defending Christian Zionism. Anchor Recordings, Ashford, UK 2008, ISBN 978-1-909886-31-5.
- Israel in the New Testament. Terra Nova, Bradford on Avon 2009, ISBN 978-1-901949-64-3.
- What the Bible says about money. Anchor Recordings, Reading 2016, ISBN 1-911173-35-9.
- Unlocking the Bible. Charts, Diagrams and Images. Anchor Recording Ltd 2017, ISBN 978-1-911173-17-5.

In deutscher Übersetzung
- Ist Johannes 3,16 das Evangelium?. Bernard, Solingen 2009, ISBN 978-3-941714-03-8.
- Leben in Hoffnung. Bernard, Solingen 2009, ISBN 978-3-941714-12-0.
- Warum lässt Gott Naturkatastrophen zu?. Bernard, Solingen 2009, ISBN 978-3-938677-29-2.
- Worum geht´s beim Christsein eigentlich?. Bernard, Solingen 2009, ISBN 978-3-941714-02-1.
- Jesus tauft in einem Heiligen Geist. Wer? Wie? Wann? Warum?. Bernard, Solingen 2010, ISBN 978-3-941714-11-3.
- Begleiten Sie mich … durch das Markusevangelium. Bernard, Solingen 2012, ISBN 978-3-941714-23-6.
- Begleiten Sie mich … durch die Offenbarung. Bernard, Solingen 2012, ISBN 978-3-941714-22-9.
- Praktische Anleitung zum Gebet. Bernard, Solingen 2012, ISBN 978-3-941714-24-3.
- Wiederheirat ist Ehebruch es sei denn. Was die Bibel über Scheidung sagt und welche Schlüsse daraus zu ziehen sind. Christlicher Mediendienst Hünfeld GmbH - CMD, Hünfeld 2018, ISBN 978-3-945973-10-3.
- Schlüssel zum Alten Testament., Ashford 2019, ISBN 978-1911173885.
- Schlüssel zum Neuen Testament., Ashford 2019, ISBN 978-1911173953.
- Führung ist Männersache. Was sagt die Bibel dazu?. Anchor Recordings Ltd, Ashford 2019, ISBN 978-1913472009.
- Kommentar zum Römerbrief. Anchor Recordings Ltd, Ashford 2019, ISBN 978-1913472122.
- Der Weg Zur Hölle. Ewige Qual oder Auslöschung?. Anchor Recordings Ltd, Ashford 2021, ISBN 978-1913472245.
- Die Gebrauchsanweisung des Schöpfers. Eine neue Betrachtung der Zehn Gebote. Anchor Recordings, Ashford 2021, ISBN 978-1913472474.
- Ich schwöre bei Gott. Die biblischen Bündnisse. Anchor Recordings, Ashford 2021, ISBN 978-1913472467.
- Wiedergeburt. Start in ein gesundes Leben als Christ. Anchor, Ashford 2021, ISBN 978-1913472481.